# Église de Lappeenranta
L’église de Lappeenranta (en finnois : Lappeenrannan kirkko) est située au 1 Rue Mannerheiminkatu, dans le quartier de Pallo–Tyysterniemi à Lappeenranta en Finlande. 
C'est l'église principale de la paroisse luthérienne de Lappeenranta.

## Description

### La version orthodoxe
L'église est conçue à l'origine par l'architecte Georgi Kosekov dans un style néobyzantin à destination des soldats russes de la garnison qui était située à proximité. L'église est prévue avec une tour principale couverte d'un toit en coupole et 4 tours plus petites.
La construction débute en 1912 et aurait dû se terminer en 1913, mais les travaux prennent du retard et la Première Guerre mondiale provoque l'arrêt des travaux. Après la Déclaration d'indépendance finlandaise, l'église en travaux devient d'abord une propriété de l'état qui plus tard la transféra à la Paroisse luthérienne de Lappeenranta.

### La version luthérienne
La paroisse luthérienne demande des plans de transformation en église luthérienne à Josef Stenbäck et à Ilmari Launis. La proposition de Ilmari Launis est retenue pour son prix plus bas. L'église est en travaux en 1923 et 1924 et l'inauguration finale a lieu en août 1924. Le retable de Ilmari launis est intitulé le Christ sur la croix.
En 2007, l'église a bénéficié de travaux de rénovation et on demanda à  l'architecte Sami Vuorinen de concevoir des coupoles pour couvrir les 4 petites tours sur le modèle de la coupole de la tour principale.